# Джексон, Реджи (баскетболист)
Реджинальд Шон «Реджи» Джексон (англ. Reginald Shon "Reggie" Jackson; род. 16 апреля 1990 года в Порденоне, Италия) — американский баскетболист, в последний раз выступавший за команду НБА «Филадельфия Севенти Сиксерс». Играет на позиции защитника.

## Студенческая карьера
Реджи Джексон окончил общеобразовательную школу Палмер в городе Колорадо-Спрингс. Затем поступил в Бостонский колледж, где играл три сезона за баскетбольную команду.
В сезоне 2008/2009 он сыграл 34 матча. В них Реджи Джексон проводил в среднем на площадке 20,0 минут, набирал в среднем 7,0 очков, делал в среднем 3,3 подбора, а также в среднем 0,8 перехвата и 0,4 блок-шота, допускал 1,2 потери, отдавал в среднем 1,7 передач.
В сезоне 2009/2010 он сыграл 31 матчей. В них Реджи Джексон проводил в среднем на площадке 30,1 минут, набирал в среднем 12,9 очков, делал в среднем 5,7 подбора, а также в среднем 0,6 перехвата и 0,5 блок-шота, допускал 2,6 потери, отдавал в среднем 4,5 передачи.
В сезоне 2010/2011 он сыграл 34 матча. В них Реджи Джексон проводил в среднем на площадке 34,4 минуты, набирал в среднем 18,2 очков, делал в среднем 4,3 подборов, а также в среднем 1,1 перехвата и 0,5 блок-шота, допускал 2,4 потери, отдавал в среднем 4,5 передачи.

## Карьера в НБА

### Оклахома-Сити Тандер (2011—2015)
Реджи Джексон был выбран под двадцать четвёртым номером на драфте НБА 2011 года «Оклахома-Сити Тандер».
В период с марта по декабрь 2012 года Джексон несколько раз играл за фарм-клуб «Талса Сиксти Сиксерс» из Джи-Лиги НБА.
6 февраля 2014 года Джексон был выбран для участия в конкурсе умений НБА 2014 года.

### Детройт Пистонс (2015—2020)
19 февраля 2015 года «Оклахома-Сити», «Детройт» и «Юта» провели трёхсторонний обмен, в результате которого защитник «Тандер» Реджи Джексон перешёл в «Пистонс», в обратном направлении проследовал форвард Кайл Синглер и защитник Ди Джей Огастин. Кроме того, «Оклахома-Сити» отправила центрового Кендрика Перкинса в «Джаз» в обмен на центрового Энеса Кантера и форварда Стива Новака.
В новой команде Джексон сразу стал лидером на площадке, быстро вписавшись в тактические схемы Стена Ван Ганди. Его связка с центровым команды Андре Драммондом стала главным украшением концовки регулярного сезона.
По словам главного тренера Стэна Ван Ганди, в стане «Детройт Пистонс» возлагают большие надежды на выпускника Бостонского колледжа, который после обмена из «Оклахома-Сити» прибавил во всех статистических показателях.
В сезоне 2014/2015 он сыграл в общей сложности 77 матчей, проводя на площадке в среднем 29,1 минут, набирая 14,5 очков, собирая 4,5 подбора и отдавал 6 передач.
20 июля 2015 года «Пистонс» подписали новый контракт с Джексоном на пять лет и 80 миллионов долларов.
8 ноября 2015 года он набрал максимальные за карьеру 40 очков в победе над «Портленд Трэйл Блэйзерс». 26 из 40 очков он набрал в четвертой четверти, повторив рекорд франшизы по количеству очков за четверть, принадлежавший Уиллу Байнаму. Джексон стал первым игроком «Пистонс», набравшим 30 с лишним очков и 15 с лишним передач за игру с тех пор, как Айзея Томас набрал 40 с лишним очков и 17 передач в 1988 году.
Джексон был назван игроком недели Восточной конференции за вторую неделю декабря 2015 года. Он вместе с Андре Драммондом стал единственным игроком «Пистонс», дважды получившим эту награду в одном сезоне. Во второй неделе декабря 2015 года Джексон набирал в среднем 29,3 очка (первое место в Восточной конференции), 7,7 передачи (второе место в Восточной конференции) и 6,3 подбора за игру. 
18 февраля 2020 года Джексон был отчислен «Пистонс» после достижения соглашения о выкупе контракта.

### Лос-Анджелес Клипперс (2020—2023)
20 февраля 2020 года Джексон подписал однолетний контракт с «Лос-Анджелес Клипперс».
1 декабря 2020 года Джексон продлил контракт с «Клипперс».
18 июня 2021 года Джексон, играя в стартовой пятерке вместе с Полом Джорджем, Патриком Беверли, Маркусом Моррисом и Теренсом Мэнном, привел «Клипперс» к первому выходу в финал Западной конференции. В плей-офф Джексон набирал в среднем 17,8 очка, 3,2 подбора и 3,4 передачи за игру.
11 августа 2021 года Джексон продлил контракт с «Клипперс» на два года.
9 февраля 2023 года Джексон и будущий выбор второго раунда драфта были обменяны в «Шарлотт Хорнетс» на Мэйсона Пламли. Три дня спустя Джексон и «Хорнетс» достигли соглашения о выкупе контракта.

### Денвер Наггетс (2023—2024)
14 февраля 2023 года Джексон подписал контракт с «Денвер Наггетс». В сезоне 2022/23 стал чемпионом НБА в составе «Денвер Наггетс».
16 июля 2023 года Джексон продлил контракт с «Наггетс».
6 июля 2024 года Джексон был обменян «Наггетс» в «Шарлотт Хорнетс» в рамках сделки с шестью командами, в которую также вошли «Филадельфия Севенти Сиксерс», «Голден Стэйт Уорриорз», «Даллас Маверикс» и «Миннесота Тимбервулвз», и эта сделка стала первой в НБА сделкой с шестью командами. 23 июля он был отчислен «Хорнетс».

### Филадельфия Севенти Сиксерс (2024—2025)
30 июля 2024 года Джексон подписал контракт с клубом «Филадельфия Севенти Сиксерс».
6 февраля 2025 года Джексон был обменян в «Вашингтон Уизардс» на Джареда Батлера. После обмена он был отчислен «Вашингтоном».

## Статистика

### Статистика в НБА
| Сезон                                                                                    | Команда       | Регулярный сезон | Регулярный сезон | Регулярный сезон | Регулярный сезон | Регулярный сезон | Регулярный сезон | Регулярный сезон | Регулярный сезон | Регулярный сезон | Регулярный сезон | Регулярный сезон | Серия плей-офф | Серия плей-офф | Серия плей-офф | Серия плей-офф | Серия плей-офф | Серия плей-офф | Серия плей-офф | Серия плей-офф | Серия плей-офф | Серия плей-офф | Серия плей-офф |
| Сезон                                                                                    | Команда       | GP               | GS               | MPG              | FG%              | 3P%              | FT%              | RPG              | APG              | SPG              | BPG              | PPG              | GP             | GS             | MPG            | FG%            | 3P%            | FT%            | RPG            | APG            | SPG            | BPG            | PPG            |
| ---------------------------------------------------------------------------------------- | ------------- | ---------------- | ---------------- | ---------------- | ---------------- | ---------------- | ---------------- | ---------------- | ---------------- | ---------------- | ---------------- | ---------------- | -------------- | -------------- | -------------- | -------------- | -------------- | -------------- | -------------- | -------------- | -------------- | -------------- | -------------- |
| 2011/12                                                                                  | Оклахома-Сити | 45               | 0                | 11,1             | 32,1             | 21,0             | 86,2             | 1,2              | 1,6              | 0,6              | 0,0              | 3,1              | Не участвовал  | Не участвовал  | Не участвовал  | Не участвовал  | Не участвовал  | Не участвовал  | Не участвовал  | Не участвовал  | Не участвовал  | Не участвовал  | Не участвовал  |
| 2012/13                                                                                  | Оклахома-Сити | 70               | 0                | 14,2             | 45,8             | 23,1             | 83,9             | 2,4              | 1,7              | 0,4              | 0,2              | 5,3              | 11             | 9              | 33,5           | 47,9           | 30,2           | 89,7           | 4,9            | 3,6            | 0,5            | 0,5            | 13,9           |
| 2013/14                                                                                  | Оклахома-Сити | 80               | 36               | 28,5             | 44,0             | 33,9             | 89,3             | 3,9              | 4,1              | 1,1              | 0,1              | 13,1             | 19             | 4              | 27,9           | 46,6           | 39,6           | 88,6           | 3,8            | 2,4            | 0,3            | 0,2            | 11,1           |
| 2014/15                                                                                  | Оклахома-Сити | 50               | 13               | 28,0             | 43,2             | 27,8             | 86,1             | 4,0              | 4,3              | 0,8              | 0,1              | 12,8             | Не участвовал  | Не участвовал  | Не участвовал  | Не участвовал  | Не участвовал  | Не участвовал  | Не участвовал  | Не участвовал  | Не участвовал  | Не участвовал  | Не участвовал  |
| 2014/15                                                                                  | Детройт       | 27               | 27               | 32,2             | 43,6             | 33,7             | 79,6             | 4,7              | 9,2              | 0,7              | 0,1              | 17,6             | Не участвовал  | Не участвовал  | Не участвовал  | Не участвовал  | Не участвовал  | Не участвовал  | Не участвовал  | Не участвовал  | Не участвовал  | Не участвовал  | Не участвовал  |
| 2015/16                                                                                  | Детройт       | 79               | 79               | 30,7             | 43,4             | 35,3             | 86,4             | 3,2              | 6,2              | 0,7              | 0,1              | 18,8             | 4              | 4              | 36,8           | 45,5           | 16,7           | 100,0          | 3,3            | 9,3            | 1,5            | 0,5            | 14,3           |
| 2016/17                                                                                  | Детройт       | 52               | 50               | 27,4             | 41,9             | 35,9             | 86,8             | 2,2              | 5,2              | 0,7              | 0,1              | 14,5             | Не участвовал  | Не участвовал  | Не участвовал  | Не участвовал  | Не участвовал  | Не участвовал  | Не участвовал  | Не участвовал  | Не участвовал  | Не участвовал  | Не участвовал  |
| 2017/18                                                                                  | Детройт       | 45               | 45               | 26,7             | 42,6             | 30,8             | 83,6             | 2,8              | 5,3              | 0,6              | 0,1              | 14,6             | Не участвовал  | Не участвовал  | Не участвовал  | Не участвовал  | Не участвовал  | Не участвовал  | Не участвовал  | Не участвовал  | Не участвовал  | Не участвовал  | Не участвовал  |
| 2018/19                                                                                  | Детройт       | 82               | 82               | 27,9             | 42,1             | 36,9             | 86,4             | 2,6              | 4,2              | 0,7              | 0,1              | 15,4             | 4              | 4              | 27,0           | 43,1           | 42,9           | 85,7           | 3,3            | 7,0            | 0,8            | 0,0            | 17,8           |
| 2019/20                                                                                  | Детройт       | 14               | 10               | 27,2             | 38,4             | 37,8             | 78,8             | 2,9              | 5,1              | 0,6              | 0,1              | 14,9             | Не участвовал  | Не участвовал  | Не участвовал  | Не участвовал  | Не участвовал  | Не участвовал  | Не участвовал  | Не участвовал  | Не участвовал  | Не участвовал  | Не участвовал  |
| 2019/20                                                                                  | Клипперс      | 17               | 6                | 21,3             | 45,3             | 41,3             | 90,5             | 3,0              | 3,2              | 0,3              | 0,2              | 9,5              | 12             | 1              | 14,2           | 43,8           | 53,1           | -              | 1,8            | 0,9            | 0,2            | 0,1            | 4,9            |
| 2020/21                                                                                  | Клипперс      | 67               | 43               | 23,0             | 45,0             | 43,3             | 81,7             | 2,9              | 3,1              | 0,6              | 0,1              | 10,7             | 19             | 17             | 32,7           | 48,4           | 40,8           | 87,8           | 3,2            | 3,4            | 0,9            | 0,2            | 17,8           |
| 2021/22                                                                                  | Клипперс      | 75               | 75               | 31,2             | 39,2             | 32,6             | 84,7             | 3,6              | 4,8              | 0,7              | 0,2              | 16,8             | Не участвовал  | Не участвовал  | Не участвовал  | Не участвовал  | Не участвовал  | Не участвовал  | Не участвовал  | Не участвовал  | Не участвовал  | Не участвовал  | Не участвовал  |
| 2022/23                                                                                  | Клипперс      | 52               | 38               | 25,7             | 41,8             | 35,0             | 92,4             | 2,2              | 3,5              | 0,7              | 0,1              | 10,9             | Не участвовал  | Не участвовал  | Не участвовал  | Не участвовал  | Не участвовал  | Не участвовал  | Не участвовал  | Не участвовал  | Не участвовал  | Не участвовал  | Не участвовал  |
| 2022/23                                                                                  | Денвер        | 16               | 2                | 19,9             | 38,3             | 27,9             | 83,3             | 1,8              | 3,1              | 0,6              | 0,1              | 7,9              | 6              | 0              | 3,0            | 50,0           | 50,0           | -              | 0,3            | 0,3            | 0,2            | 0,0            | 0,5            |
| 2023/24                                                                                  | Денвер        | 82               | 23               | 22,2             | 43,1             | 35,9             | 80,6             | 1,9              | 3,8              | 0,5              | 0,2              | 10,2             | 12             | 0              | 9,8            | 33,3           | 34,8           | 100,0          | 1,3            | 1,0            | 0,2            | 0,1            | 3,5            |
| 2024/25                                                                                  | Филадельфия   | 31               | 1                | 12,4             | 39,1             | 33,8             | 77,8             | 1,4              | 1,5              | 0,5              | 0,1              | 4,4              | Не участвовал  | Не участвовал  | Не участвовал  | Не участвовал  | Не участвовал  | Не участвовал  | Не участвовал  | Не участвовал  | Не участвовал  | Не участвовал  | Не участвовал  |
|                                                                                          | Всего         | 884              | 530              | 24,7             | 42,3             | 34,5             | 85,4             | 2,8              | 4,1              | 0,7              | 0,1              | 12,3             | 87             | 39             | 23,9           | 46,0           | 38,9           | 89,0           | 2,9            | 2,8            | 0,5            | 0,2            | 10,7           |
| Наведите курсор мыши на аббревиатуры в заголовке таблицы, чтобы прочесть их расшифровку. |               |                  |                  |                  |                  |                  |                  |                  |                  |                  |                  |                  |                |                |                |                |                |                |                |                |                |                |                |

### Статистика в Джи-Лиге
| Сезон                                                                                    | Команда              | Регулярный сезон | Регулярный сезон | Регулярный сезон | Регулярный сезон | Регулярный сезон | Регулярный сезон | Регулярный сезон | Регулярный сезон | Регулярный сезон | Регулярный сезон | Регулярный сезон | Серия плей-офф | Серия плей-офф | Серия плей-офф | Серия плей-офф | Серия плей-офф | Серия плей-офф | Серия плей-офф | Серия плей-офф | Серия плей-офф | Серия плей-офф | Серия плей-офф |
| Сезон                                                                                    | Команда              | GP               | GS               | MPG              | FG%              | 3P%              | FT%              | RPG              | APG              | SPG              | BPG              | PPG              | GP             | GS             | MPG            | FG%            | 3P%            | FT%            | RPG            | APG            | SPG            | BPG            | PPG            |
| ---------------------------------------------------------------------------------------- | -------------------- | ---------------- | ---------------- | ---------------- | ---------------- | ---------------- | ---------------- | ---------------- | ---------------- | ---------------- | ---------------- | ---------------- | -------------- | -------------- | -------------- | -------------- | -------------- | -------------- | -------------- | -------------- | -------------- | -------------- | -------------- |
| 2011/12                                                                                  | Талса Сиксти Сиксерс | 1                | 1                | 40,8             | 37,0             | 0,0              | 66,7             | 7,0              | 8,0              | 0,0              | 0,0              | 22,0             | Не участвовал  | Не участвовал  | Не участвовал  | Не участвовал  | Не участвовал  | Не участвовал  | Не участвовал  | Не участвовал  | Не участвовал  | Не участвовал  | Не участвовал  |
| 2012/13                                                                                  | Талса Сиксти Сиксерс | 3                | 3                | 38,0             | 60,0             | 35,7             | 100,0            | 7,3              | 8,3              | 0,3              | 0,0              | 28,0             | Не участвовал  | Не участвовал  | Не участвовал  | Не участвовал  | Не участвовал  | Не участвовал  | Не участвовал  | Не участвовал  | Не участвовал  | Не участвовал  | Не участвовал  |
|                                                                                          | Всего                | 4                | 4                | 38,7             | 52,4             | 26,3             | 93,8             | 7,3              | 8,3              | 0,3              | 0,0              | 26,5             | Не участвовал  | Не участвовал  | Не участвовал  | Не участвовал  | Не участвовал  | Не участвовал  | Не участвовал  | Не участвовал  | Не участвовал  | Не участвовал  | Не участвовал  |
| Наведите курсор мыши на аббревиатуры в заголовке таблицы, чтобы прочесть их расшифровку. |                      |                  |                  |                  |                  |                  |                  |                  |                  |                  |                  |                  |                |                |                |                |                |                |                |                |                |                |                |

### Статистика в NCAA
| Сезон | Команда        | Conf  | Class | GP | GS | MPG  | FG%  | 3P%  | FT%  | RPG | APG | SPG | BPG | PPG  |
| --- | -------------- | ----- | ----- | -- | -- | ---- | ---- | ---- | ---- | --- | --- | --- | --- | ---- |
| 2008/09 | Бостон Колледж | ACC   | FR    | 34 | 0  | 20,0 | 44,0 | 27,3 | 68,5 | 3,3 | 1,7 | 0,8 | 0,4 | 7,0  |
| 2009/10 | Бостон Колледж | ACC   | SO    | 31 | 20 | 30,1 | 43,0 | 29,1 | 73,3 | 5,7 | 4,5 | 0,6 | 0,5 | 12,9 |
| 2010/11 | Бостон Колледж | ACC   | JR    | 34 | 32 | 34,1 | 50,3 | 42,0 | 79,6 | 4,3 | 4,5 | 1,1 | 0,5 | 18,2 |
| Всего | Всего          | Всего | Всего | 99 | 52 | 28,0 | 46,5 | 35,1 | 75,3 | 4,4 | 3,5 | 0,8 | 0,5 | 12,7 |
| Наведите курсор мыши на аббревиатуры в заголовке таблицы, чтобы прочесть их расшифровку Статистика приведена с сайта sports-reference.com |                |       |       |    |    |      |      |      |      |     |     |     |     |      |